# Rhamphomyia bicoloripes
Rhamphomyia bicoloripes är en tvåvingeart som beskrevs av Frey 1950. Rhamphomyia bicoloripes ingår i släktet Rhamphomyia och familjen dansflugor. Inga underarter finns listade i Catalogue of Life.